# Patricia McKenna
Pour les articles homonymes, voir McKenna.
Patricia McKenna, née le 13 mars 1957, est une femme politique irlandaise membre du Parti vert irlandais. 
Elle est la première candidate du Parti Vert à réussir à se faire élire en Irlande Parlement européen de 1994. Depuis 2011, elle est la présidente d'EUDemocrats, un parti politique européen.